# Lindärva församling
Lindärva församling var en församling i Skara stift och i Lidköpings kommun. Församlingen uppgick 2006 i Sävare församling. 

## Administrativ historik
Församlingen har medeltida ursprung. 
Församlingen var tidigt möjligen annexförsamling i pastoratet Sävare, Lindärva och Hasslösa för att därefter till 1553 vara annexförsamling i pastoratet Lindärva och Hasslösa. Från 1553 till 1677 annexförsamling i ett pastorat med Lidköpings församling som moderförsamling. Från 1677 till 2006 i pastorat med Sävare församling som moderförsamling. Församlingen uppgick 2006 i Sävare församling.

## Kyrkor
- Lindärva kyrka